# دیسکاوری بی (کالیفرنیا)
دیسکاوری بی (به انگلیسی: Discovery Bay) یک منطقهٔ مسکونی در ایالات متحده آمریکا است که در شهرستان کنترا کوستا، کالیفرنیا واقع شده‌است. دیسکاوری بی ۱۸٫۲۳۲ کیلومتر مربع مساحت و ۱۳٬۳۵۲ نفر جمعیت دارد و ۲٫۱۳ متر بالاتر از سطح دریا واقع شده‌است.